# Campionato di Extreme E 2022
Il Campionato di Extreme E 2022 è la seconda stagione della categoria di rally elettrico Extreme E. La stagione ha avuto inizio il 19 febbraio con una gara in Arabia Saudita e si concluderà il 27 novembre 2022 con la gara prevista in Uruguay.

## Calendario
| Tappa | Date            | Evento             | Sede           | Superficie |
| ----- | --------------- | ------------------ | -------------- | ---------- |
| 1     | 19–20 febbraio  | Desert X-Prix 2022 | Arabia Saudita | Sabbia     |
| 2     | 6-7 luglio      | Island X-Prix 2022 | Italia         | Sabbia     |
| 3     | 9-10 luglio     | Island X-Prix 2022 | Italia         | Sabbia     |
| 4     | 10-11 settembre | Copper X-Prix 2022 | Cile           | Terra      |
| 5     | 26-27 novembre  | Energy X-Prix 2022 | Uruguay        | Terra/Erba |

Il 24 settembre 2021, è stato rivelato un calendario provvisorio di cinque round, che comprendeva un ritorno in Arabia Saudita per l'apertura della stagione in febbraio, un evento africano, un secondo X-Prix artico in Groenlandia o Islanda e due viaggi in Sud America.
Un ulteriore aggiornamento è stato annunciato il 22 dicembre 2021. Arabia Saudita e Italia ritornano dall'anno precedente, con nuovi eventi che si terranno in Cile, Uruguay e in una nazione da definire fra Scozia e Senegal.
Quest'ultimo evento è stato successivamente cancellato l'8 aprile, con l' X-Prix di Sardegna rinviato a luglio e destinato ad ospitare due eventi.

## Squadre e piloti

### Team
L'11 giugno 2021 la scuderia Mclaren annuncia in forma ufficiale la propria partecipazione alla stagione 2022 dell'Extreme E.

### Piloti
Il team Andretti United conferma Catie Munnings e Timmy Hansen come i propri piloti per la stagione successiva.
La Mclaren alla prima partecipazione al campionato sceglie l'americano Tanner Foust e mette sotto contratto Emma Gilmour proveniente dalla Veloce Racing, doveva aveva sostituito Jamie Chadwick negli X Prix di Groenlandia e Sardegna.
La stessa Veloce Racing sostituisce Jamie Chadwick con Christine Giampaoli Zonca, proveniente dal team XITE e promuove a pilota titolare il tester della stagione precedente Lance Woolridge.
Il team X44 conferma entrambi i propri piloti anche per la stagione 2022
Il 3 febbraio il team Abt Cupra XE annuncia la propria lineup, confermando Jutta Kleinschmidt e sostituendo Mattias Ekstrom con il quattro volte vincitore del Rally Dakar, Nasser Al-Attiyah.
Il 4 febbraio il team Rosberg X Racing conferma il campione della stagione precedente Johan Kristoffersson e ingaggia dal team JBXE Mikaela Åhlin-Kottulinsky, la quale sostituisce Molly Taylor.
Il 9 febbraio il team SEGI TV Chip Ganassi Racing, annuncia la conferma di Sara Price e Kyle LeDuc come propri piloti per la stagione 2022.
Il 10 febbraio il team Acciona | Sainz XE Team ha annunciato la conferma di Laia Sanz e Carlos Sainz come piloti per la stagione 2022.
Il 12 febbraio il team Xite Energy Racing conferma la propria partecipazione al campionato 2022 con la coppia di piloti formata da Oliver Bennet e Klara Andersson.
Il 15 febbraio Klara Andersson è costretta a saltare l'X-Prix in Arabia Saudita a causa della positività al Covid-19, viene sostituita da Tamara Molinaro, pilota di riserva del campionato.
Il 15 febbraio a pochi giorni dall'inizio del campionato il team JBXE conferma la propria presenza alla stagione 2022 e annuncia Kevin Hansen e Molly Taylor, quest'ultima proveniente dal team Rosberg X Racing, come i propri piloti per il round inaugurale.
A seguito di un incidente avvenuto nel corso delle Qualifiche dell'X-Prix in Arabia Saudita, Christine Giampaoli Zonca viene sostituita da Hedda Hosås, tester ufficiale del campionato.

#### Cambio piloti
Per il round in Sardegna il team Xite Energy Racing sostituisce Klara Andersson e Oliver Bennett con Timo Scheider e Tamara Molinaro. Il team JBXE sostituisce invece Molly Taylor con Hedda Hosås, pilota di riserva del team Veloce Racing.
Durante il round in Uruguay, a causa di un incidente, Jutta Kleinschmidt viene sostituita nel team ABT Cupra XE da Klara Andersson per il suddetto round e per il finale di stagione. Andersson che in precedenza avrebbe dovuto competere con Xite Energy Racing, senza tuttavia prendere parte a nessuna gara con il team.
In vista del round finale, da disputarsi in Argentina, avvengono diversi cambi di lineup: il team Veloce Racing, sostituisce entrambi i propri piloti Christine Giampaoli Zonca e Lance Woolridge con Molly Taylor e Kevin Hansen, entrambi provenienti dal team JBXE.
Nel team Xite Energy Racing, Ezequiel Pérez Companc debutta nella serie, prendendo il posto di Timo Scheider ed andando ad affiancare la confermata Tamara Molinaro.
A causa di una concomitanza di eventi, il team Chip Ganassi Racing è costretto a sostituire Kyle LeDuc, con l'esordiente RJ Anderson.

### Tabella riassuntiva
| Squadra                           | N°  | Piloti                    | Gare  |
| --------------------------------- | --- | ------------------------- | ----- |
| Veloce Racing                     | 05  | Hedda Hosås               | 1     |
| Veloce Racing                     | 05  | Christine Giampaoli Zonca | 1–4   |
| Veloce Racing                     | 05  | Molly Taylor              | 5     |
| Veloce Racing                     | 05  | Lance Woolridge           | 1–4   |
| Veloce Racing                     | 05  | Kevin Hansen              | 5     |
| Rosberg X Racing                  | 06  | Mikaela Åhlin-Kottulinsky | Tutti |
| Rosberg X Racing                  | 06  | Johan Kristoffersson      | Tutti |
| JBXE                              | 22  | Molly Taylor              | 1     |
| JBXE                              | 22  | Hedda Hosås               | 2–5   |
| JBXE                              | 22  | Kevin Hansen              | 1–4   |
| JBXE                              | 22  | Fraser McConnell          | 5     |
| Genesys Andretti United Extreme E | 23  | Catie Munnings            | Tutti |
| Genesys Andretti United Extreme E | 23  | Timmy Hansen              | Tutti |
| Xite Energy Racing                | 42  | Tamara Molinaro           | Tutti |
| Xite Energy Racing                | 42  | Oliver Bennett            | 1     |
| Xite Energy Racing                | 42  | Timo Scheider             | 2–4   |
| Xite Energy Racing                | 42  | Ezequiel Pérez Companc    | 5     |
| X44 Vida Carbon Racing            | 44  | Cristina Gutiérrez        | Tutti |
| X44 Vida Carbon Racing            | 44  | Sébastien Loeb            | Tutti |
| Acciona \| Sainz XE Team          | 55  | Laia Sanz                 | Tutti |
| Acciona \| Sainz XE Team          | 55  | Carlos Sainz              | Tutti |
| Neom Mclaren Racing               | 58  | Emma Gilmour              | Tutti |
| Neom Mclaren Racing               | 58  | Tanner Faust              | Tutti |
| Chip Ganassi Racing               | 99  | Sara Price                | Tutti |
| Chip Ganassi Racing               | 99  | Kyle LeDuc                | 1–4   |
| Chip Ganassi Racing               | 99  | RJ Anderson               | 5     |
| Abt Cupra XE                      | 125 | Jutta Kleinschmidt        | 1–4   |
| Abt Cupra XE                      | 125 | Klara Andersson           | 4–5   |
| Abt Cupra XE                      | 125 | Nasser Al-Attiyah         | Tutti |

## Risultati
| Gara | Nome gara                                   | Podio |     |                                                  |                                   |              |
| Gara | Nome gara                                   | Pos.  | N°  | Piloti                                           | Squadra                           | Tempo finale |
| ---- | ------------------------------------------- | ----- | --- | ------------------------------------------------ | --------------------------------- | ------------ |
| 1    | Desert X Prix 2022 (19–20 febbraio)         | 1     | 06  | Mikaela Åhlin-Kottulinsky / Johan Kristoffersson | Rosberg X Racing                  | 27:08"453    |
| 1    | Desert X Prix 2022 (19–20 febbraio)         | 2     | 55  | Laia Sanz / Carlos Sainz                         | Acciona \| Sainz XE Team          | +2"483       |
| 1    | Desert X Prix 2022 (19–20 febbraio)         | 3     | 44  | Cristina Gutiérrez / Sébastien Loeb              | X44                               | +5"807       |
| 2    | Island X-Prix 2022 (6-7 luglio/9-10 luglio) | 1     | 99  | Sara Price / Kyle LeDuc                          | Chip Ganassi Racing               | 26:12"396    |
| 2    | Island X-Prix 2022 (6-7 luglio/9-10 luglio) | 2     | 42  | Tamara Molinaro / Timo Scheider                  | Xite Energy Racing                | +11.853      |
| 2    | Island X-Prix 2022 (6-7 luglio/9-10 luglio) | 3     | 06  | Mikaela Åhlin-Kottulinsky / Johan Kristoffersson | Rosberg X Racing                  | +19.637      |
| 3    | Island X-Prix 2022 (6-7 luglio/9-10 luglio) | 1     | 06  | Mikaela Åhlin-Kottulinsky / Johan Kristoffersson | Rosberg X Racing                  | 09:20.322    |
| 3    | Island X-Prix 2022 (6-7 luglio/9-10 luglio) | 2     | 44  | Cristina Gutiérrez / Sébastien Loeb              | X44                               | +8.227       |
| 3    | Island X-Prix 2022 (6-7 luglio/9-10 luglio) | 3     | 23  | Catie Munnings / Timmy Hansen                    | Genesys Andretti United Extreme E | +12.884      |
| 4    | Copper X-Prix 2022 (24-25 settembre)        | 1     | 44  | Cristina Gutiérrez / Sébastien Loeb              | X44                               | 8:59.728     |
| 4    | Copper X-Prix 2022 (24-25 settembre)        | 2     | 55  | Laia Sanz / Carlos Sainz                         | Acciona \| Sainz XE Team          | +6.093       |
| 4    | Copper X-Prix 2022 (24-25 settembre)        | 3     | 125 | Klara Andersson / Nasser Al-Attiyah              | Abt Cupra XE                      | +8.612       |
| 5    | Energy X-Prix 2022 (26-27 novembre)         | 1     | 125 | Klara Andersson / Nasser Al-Attiyah              | Abt Cupra XE                      | 10:26.523    |
| 5    | Energy X-Prix 2022 (26-27 novembre)         | 2     | 58  | Emma Gilmour / Tanner Faust                      | Neom Mclaren Racing               | +3.427       |
| 5    | Energy X-Prix 2022 (26-27 novembre)         | 3     | 44  | Cristina Gutiérrez / Sébastien Loeb              | X44                               | +5.467       |

## Classifiche

### Punteggio
Verranno assegnati punti sia al termine delle qualifiche che al termine della gara; la gara sarà costituita da una finale, alla quale accederanno le prime due classificate in ciascuna semifinale, mentre le ultime tre contendenti si giocheranno le posizioni finali in un'ulteriore gara di spareggio chiamata Shootout Race.
| Qualifiche | Qualifiche | Qualifiche | Qualifiche | Qualifiche | Qualifiche | Qualifiche | Qualifiche | Qualifiche | Qualifiche |
| ---------- | ---------- | ---------- | ---------- | ---------- | ---------- | ---------- | ---------- | ---------- | ---------- |
| Posizione  | 1ª         | 2ª         | 3ª         | 4ª         | 5ª         | 6ª         | 7ª         | 8ª         | 9ª         |
| Punti      | 12         | 11         | 10         | 9          | 8          | 7          | 6          | 5          | 4          |

| Gara      | Gara   | Gara   | Gara   | Gara   | Gara          | Gara          | Gara       | Gara       | Gara       |
|           | Finale | Finale | Finale | Finale | Semifinalisti | Semifinalisti | Crazy Race | Crazy Race | Crazy Race |
| --------- | ------ | ------ | ------ | ------ | ------------- | ------------- | ---------- | ---------- | ---------- |
| Posizione | 1ª     | 2ª     | 3ª     | 4ª     | 5ª            | 6ª            | 7ª         | 8ª         | 9ª         |
| Punti     | 25     | 19     | 18     | 15     | 12            | 10            | 8          | 6          | 4          |

### Classifica piloti
Vengono indicati soltanto i piazzamenti ottenuti nella gara della domenica e non quelli totalizzati nelle qualifiche.
Solo i migliori quattro risultati negli X-Prix contano ai fini del campionato piloti.
| Pos. | Pilota                    | DES  | ISL1 | ISL2 | COP  | ENE | Punti |
| ---- | ------------------------- | ---- | ---- | ---- | ---- | --- | ----- |
| 1    | Cristina Gutiérrez        | 3    | 6    | 2    | 1    | 3   | 86    |
| 1    | Sébastien Loeb            | 3    | 6    | 2    | 1    | 3   | 86    |
| 2    | Johan Kristoffersson      | 1    | 3    | 1    | 6    | 10  | 84    |
| 2    | Mikaela Åhlin-Kottulinsky | 1    | 3    | 1    | 6    | 10  | 84    |
| 3    | Laia Sanz                 | 2    | 5    | 4    | 2    | 7   | 66    |
| 3    | Carlos Sainz              | 2    | 5    | 4    | 2    | 7   | 66    |
| 4    | Sara Price                | 4    | 1    | 7    | 4    | 6   | 55    |
| 4    | Kyle LeDuc                | 4    | 1    | 7    | 4    | 6   | 55    |
| 5    | Emma Gilmour              | 5    | 10   | 6    | 5    | 2   | 34    |
| 5    | Tanner Faust              | 5    | 10   | 6    | 5    | 2   | 34    |
| 6    | Catie Munnings            | 7    | 7    | 3    | 7    | 4   | 33    |
| 6    | Timmy Hansen              | 7    | 7    | 3    | 7    | 4   | 33    |
| 7    | Tamara Molinaro           | 6    | 2    | 10   | 9    | 8   | 29    |
| 7    | Oliver Bennett            | 6    |      |      |      |     | 29    |
| 7    | Timo Scheider             |      | 2    | 10   | 9    |     | 29    |
| 7    | Ezequiel Pérez Companc    |      |      |      |      | 8   | 29    |
| 8    | Molly Taylor              | 9    |      |      |      | 5   | 25    |
| 8    | Hedda Hosås               |      | 4    | 8    | 8    |     | 25    |
| 8    | Kevin Hansen              | 9    | 4    | 8    | 8    | 5   | 25    |
| 9    | Jutta Kleinschmidt        | 8    | 9    | SQ   | Rit. |     | 21    |
| 9    | Klara Andersson           |      |      |      | 3    | 1   | 21    |
| 9    | Nasser Al-Attiyah         | 8    | 9    | SQ   | 3    | 1   | 21    |
| 10   | Hedda Hosås               | 10   |      |      |      | 9   | 8     |
| 10   | Christine Giampaoli Zonca | Rit. | 8    | 9    | 10   |     | 8     |
| 10   | Molly Taylor              |      |      |      |      |     | 8     |
| 10   | Lance Woolridge           | 10   | 8    | 9    | 10   |     | 8     |
| 10   | Kevin Hansen              |      |      |      |      |     | 8     |
| 10   | Fraser McConnell          |      |      |      |      | 9   | 8     |

### Classifica squadre
Vengono indicati soltanto le posizioni ottenute nella gara della domenica e non quelli totalizzati nelle qualifiche.
| Pos. | Squadra                   | DES | ISL1 | ISL2 | COP | ENE | Punti |
| ---- | ------------------------- | --- | ---- | ---- | --- | --- | ----- |
| 1    | X44                       | 3   | 6    | 2    | 1   | 3   | 86    |
| 2    | Rosberg X Racing          | 1   | 3    | 1    | 6   | 10  | 84    |
| 3    | Chip Ganassi Racing       | 4   | 1    | 7    | 4   | 6   | 66    |
| 4    | Acciona \| Sainz XE Team  | 2   | 5    | 4    | 2   | 7   | 63    |
| 5    | Neom Mclaren Racing       | 5   | 10   | 6    | 5   | 2   | 52    |
| 6    | Abt Cupra XE              | 8   | 9    | SQ   | 3   | 1   | 46    |
| 7    | Andretti United Extreme E | 7   | 7    | 3    | 7   | 4   | 45    |
| 8    | Xite Energy Racing        | 6   | 2    | 10   | 9   | 8   | 33    |
| 9    | JBXE                      | 9   | 4    | 8    | 8   | 9   | 27    |
| 10   | Veloce Racing             | 10  | 8    | 9    | 10  | 5   | 18    |
| Pos. | Squadra                   | DES | ISL1 | ISL2 | COP | ENE | Punti |